# Туйдук

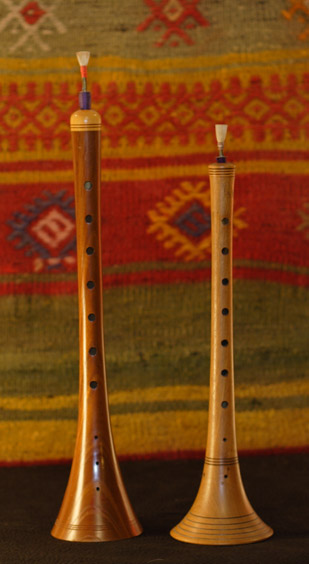
Зурна (зліва турецька, справа сирійська)

Туйду́к, тюйду́к, також зурна́ (тур. surna, zurna < перс. surna(j)) — народний духовий інструмент з тростини, поширений в країнах Близького та Середнього Сходу.
Має три види: карги-туйдук — поздовжня відкрита флейта з мундштуком, 6-7-ма ігровими отворами. Звук несильний, шиплячий; дилі-туйдук — язичковий інструмент з відкритим стволом, 3-4-ма ігровими отворами. Звук різкий, гугнявий; гошадилі-туйдук — подвійний різновид дилі-туйдук. Усі різновиди туйдуків застосовуються як сольні та акомпануючі інструменти.
Зурна — традиційний музичний інструмент понтійських греків та кримських татар. Від турецького surna, zurna походить й українське «сурма».